# کومرگ
کومرگ (به لاتین: Kumarg) یک منطقهٔ مسکونی در تاجیکستان است.